# Aranzada
La aranzada es una unidad agraria de superficie que se utilizaba en algunas partes de España antes de que existiera el sistema métrico decimal. Varía según las regiones. 
En Castilla correspondía a 4.472 metros cuadrados, y en Córdoba equivalía a 3.672 metros cuadrados.